# Archaebalaenoptera castriarquati
L’archebalenottera (Archaebalaenoptera castriarquati) è un cetaceo estinto, vissuto nel Pliocene inferiore, nel periodo compreso da 3,2 a 2,5 milioni di anni fa, i cui fossili sono stati ritrovati in Italia.

## Descrizione
Questo cetaceo era di dimensioni medie: il cranio raggiungeva la lunghezza di circa 1,5 metri, e si suppone che l'animale completo fosse lungo circa 7 metri. L'aspetto doveva essere simile a quello delle attuali balenottere minori (Balaenoptera acutorostrata), ma alcune caratteristiche del cranio erano ben diverse. Le ossa nasali, ad esempio, erano molto lunghe, mentre la mandibola era pressoché diritta, anziché curva come le specie attuali. 

## Classificazione
Descritta per la prima volta nel 2007, Archaebalaenoptera proviene dai terreni pliocenici nei dintorni di Castell'Arquato (da cui il nome specifico). Un'analisi comparata con numerosi altri cetacei misticeti ha messo in luce caratteristiche primitive di questo animale: la mascella possedeva un lungo processo ascendente che nella parte posteriore era arrotondato, mentre la mandibola era dritta e non rigonfia all'infuori. Questa specie era considerata la più primitiva nell'ambito della famiglia dei balenotteridi (Balaenopteridae) fino al 2020 quando nei Paesi Bassi venne portata alla luce una nuova specie, la Archaebalaenoptera liesselensis, più grande e antica, risaliente al tardo Miocene

## Significato dei fossili e paleobiologia
La scoperta di Archaebalaenoptera suggerisce che l'acquisizione del tipo di sutura tra le ossa del cranio dei balenotteridi (mascella, frontale, parietale e sopraoccipitale) precedette l'acquisizione dei tratti relativi al nutrimento tipici di questa famiglia di cetacei. La morfologia primitiva di Archaebalaenoptera probabilmente non consentiva a questo animale di nutrirsi in modo efficiente quanto le forme attuali utilizzando il cosiddetto ram feeding, ovvero avanzando e inghiottendo quanta più acqua possibile. 